# どんだけ〜
「どんだけ〜」とは、日本語の俗語・流行語の一種。IKKOの口癖として知られ、2007年の新語・流行語大賞にノミネートされた。

## 語源と意味
新宿二丁目の同性愛者の中で使われている俗語である。初めて大々的にこの言葉を取り上げたメディアである『リンカーン』（TBS）では、「言葉自体に意味はなく言うと盛り上がる」と紹介されている。
神足裕司は大阪のヤクザが使う「どんだけのもんじゃい」が、やさしく言いまわされたのが「どんだけ〜」ではないかと述べている。
西日本では方言として使う地域もあり、意味は同じである「どんだけ」、津軽弁では同義語で「どんだ（っ）きゃ〜」や「どんだ（ん）ずや〜」がある。また、「どんだけだし」という語は、意味が全く違う。

## 概要
IKKOの口癖が起源であると思われがちだが、もともとはTBSのバラエティ番組『リンカーン』内のコーナー「世界ウルリン滞在記」にて、お笑いコンビFUJIWARAの藤本敏史が新宿二丁目のゲイのマーチングバンドに1週間参加する企画の際に、彼ら（ゲイバー「Pt（プラチナ）」のやす子ママが中心）の間での言い回しの一つとして藤本が取り上げたことがきっかけである。
その後、同番組に出演したIKKOが独自のアレンジを加えて多用したことで、世間一般にも広まる事となった。
したがって今日確認できる史料ではやすこママが起源であると定義されており、2007年の新語・流行語大賞にノミネートされたIKKOは「『どんだけ～』の発案者はやす子ママ」と一部メディアで答えている。
なお、IKKOが手を前に出し人差し指を横に振る動作であるのに対し、ヤス子ママの動きは下から上に腕を振り上げる動作である。
2007年12月5日、IKKOは「どんだけ～!の法則」で歌手デビューを果たした。
「どんだけ〜」に対し「いかほど〜」という返し言葉がある。『大阪ほんわかテレビ』のコントでは間寛平が「こんだけ〜」という返し言葉を使っている。
２０２４年１０月放送のTOKYO-FM「スナック・ラジオ」の中でレギュラー出演者のBABI(画家・フォトグラファー)が「あれは２０年くらい前、渋谷でギャルをやっていた私たちから出た言葉。」と発言していた。

## 「どんだけ〜」が作品中で扱われた例

### バラエティ番組
- 『リンカーン』（TBS） - 初めて「どんだけぇ〜」を大々的に取り上げたメディアである。番組で松本人志、宮迫博之、藤本敏史などの出演するお笑い芸人がよく使っているが主に「どんだけぇ〜の泉」、「どんだけぇ〜の雫」というコーナーで使用されている。
- 『SMAP×SMAP』（フジテレビ） - 香取慎吾がIKKOに扮装し女性タレントにメイクするコーナー「どんだけぇ～NIKKOさん」で使用した。

### 漫画・アニメ
- 『銀魂』（空知英秋） - 原作で使用した回が翌年にアニメ版で放送された際もそのまま使用された。
- 『らき☆すた』（美水かがみ）- 主に登場キャラの柊つかさと柊かがみが使用する。
- 『Yes!プリキュア5』（東映アニメーション） - 第二期33話エンディングテーマ『ガンバランスdeダンス～夢見る奇跡たち～』の歌詞の一部に使用されている。
- 『おねがい♪マイメロディ きららっ★』（テレビ大阪） - 第34話『ありゃま! トゲトゲやーん』でカリスマ美容師ナオミさんが使用。
- 『瀬戸の花嫁』
- 『名探偵コナン』（青山剛昌）アニメ版第487話にて江戸川コナンが使用。
- 『ローゼンメイデン・ウェブラジオ 薔薇の香りのGarden Party』番外編／水銀燈の今宵もアンニュ〜イ Vol.3 クリスマススペシャル』水銀燈が彼女のミーディアム、柿崎めぐに対するつっこみとして使用。
- 『黒執事』（枢やな）- アニメ版第6話にてグレル・サトクリフが使用。

### テレビドラマ
- 『プロポーズ大作戦』（フジテレビ） - 山下智久が演じる岩瀬健の口癖として使用されている。
- 『山おんな壁おんな』（フジテレビ） - 宴会で毬谷まりえ（演‐深田恭子）が大量にお酒を飲むのを見た青柳恵美（演‐伊東美咲）が「どれだけ飲むんだよ」と言った意味で「どんだけ〜」と言った。
- 『パパとムスメの7日間』（TBS） - 娘と体が入れ替わってしまったという設定の下、舘ひろし演じる父親が使用した。
- 『SPEC〜警視庁公安部公安第五課 未詳事件特別対策係事件簿〜』（TBS） - 戸田恵梨香が演じる当麻紗綾が死語を平然と使用する設定のひとつとして登場した。

### ラジオ番組
- 『オードリーのオールナイトニッポン』（ニッポン放送） - 「どんだけ〜の小部屋」というコーナーで若林正恭（オードリー）がIKKOのモノマネをしながらどんだけーな投稿を読み上げる。

### CM
- 『コアラのマーチ』（ロッテ） - 2007年10月〜より、冬季限定商品の「ローストアーモンドラテ味」のCMで、コアラが振り向いて「どんだけ〜」と一言。
- 日本マクドナルド - 2007年9月、期間限定の月見バーガーのCMで、ウサギがもう一匹のウサギが買ってきた月見バーガーに対して言った。そしてウサギは「一個だけ」と冷めていった。

### 商品名
- 『ばかうけ・どんだけセット』（栗山米菓） - 2007年9月に、通信販売限定で商品化。「ばかうけ」の各種詰め合わせ。

### 着信ボイス
- やすこママの元祖「どんだけ～」ボイス （ツタヤオンライン）[3]
- IKKO「どんだけぇ～（基本編）」「どんだけぇ～（苗字編）」（レコチョク）
- IKKO「どんだけぇ～」「このメールどんだけぇ～」他（ドワンゴ）

## 関連人物
- 石垣明日花